# Pursruck
Pursruck ist ein Pfarrdorf und Ortsteil der Gemeinde Freudenberg im Landkreis Amberg-Sulzbach in der Oberpfalz in Bayern.

## Eingemeindung
Seit ihrer Eingemeindung am 1. April 1971 ist die ehemals selbständige Gemeinde Ortsteil der Gemeinde Freudenberg.

## Geschichte
Der Ort wurde erstmals 1212 urkundlich erwähnt. Im Zentrum des Ortes steht die katholische Pfarrkirche St. Ursula. Ihr Turm ist spätgotisch, das Kirchenschiff stammt aus der Zeit des Barock. Die erste urkundliche Erwähnung stammt vom 16. Februar 1213 (nach heutigem Kalender) aus einer Bestätigungsurkunde Friedrichs II. für Schenkungen an das Schottenkloster St. Jakob in Regensburg. Friedrich II. erneuert darin die Übergabe der Einkünfte von Pursruck und seiner Kirche wie sie seine Vorgänger bereits gegeben hatten. Pursruck unterstand stets der Regierung der „heroberen Pfalz“ – bis 1624 mit der Hauptstadt Heidelberg, dann nach bayerischer Besetzung mit der bayerischen Bezirkshauptstadt Amberg bis 1810. 1857 wurde das Dorf bis auf Kirche und zwei abgelegene Häuser nach einer Brandstiftung total zerstört. Die nachstehenden Persönlichkeiten sind Abkömmlinge von Schullehrern, die im Ort geboren worden waren. Pursruck war bis 1959 Schulort (einklassig) und bis 1971 selbstständige Gemeinde.

## Persönlichkeiten
- Karl Adam (1876–1966), katholischer Theologe
- August Adam (1888–1965), katholischer Priester und Theologe
- Franz Biebl (1906–2001), Komponist